# Горохов, Геннадий Иванович
Геннадий Ива́нович Горохов (1921—2006) — артиллерист, участник Великой Отечественной войны, командир дивизиона 32-го артиллерийского полка 31-й Сталинградской Краснознамённой орденов Суворова и Богдана Хмельницкого стрелковой дивизии 52-й армии 2-го Украинского фронта. Герой Советского Союза (1944).

## Биография
Родился 15 февраля 1921 года в деревне Верхний Падуй Мологского уезда Ярославской губернии (затоплена водами Рыбинского водохранилища) (ныне Пошехонского района Ярославской области) в семье крестьянина. В 1937 году с родителями переехал в город Кострома. После окончания 10 классов в Костромской 2-й фабрично-заводской школы (ныне средняя школа № 26) в 1938 году, вместе с братом Николаем, подал документы во 2-е Киевское артиллерийское училище.
С началом Финской кампании досрочно сдал экзамены на звание офицера и был направлен в действующую армию, где командовал 12 батареей одного из артиллерийских полков. В течение месяца лейтенант Горохов принимал участие в боях на Карельском перешейке. Его батарея громила линию Маннергейма, прокладывая путь пехоте. После финской кампании был переведен в 392 Краснознаменный гаубичный артиллерийский полк РГК Северо-Кавказского ВО на должность командира взвода сержантского состава, в станице Усть-Лабинская, Краснодарский край.

### Великая Отечественная война
Великая Отечественная война застала Г. И. Горохова в станице Усть-Лабинская. В ходе мобилизационного развертывания войск был назначен командиром батареи 17 запасного артиллерийского полка. Полк готовил кадры для маршевых батарей и дивизионов.
В начале февраля 1942 года был направлен в действующую армию командиром первой батареи 378-го отдельного пулеметно-артиллерийского батальона 158-го укрепленного района прикрытия города Ростов-на-Дону. Артиллеристы Горохова огнём своих пушек сдерживали продвижение вражеских танков и пехоты. Но силы были тогда слишком неравны. Фашисты взяли Ростов, форсировали Дон и создали угрозу Северному Кавказу.
Позднее в составе 32-го артиллерийского полка сражался на Южном, Юго-Западном и 2-м Украинском фронтах. Участвовал в обороне Северного Кавказа, в освобождении Прикубанья, Донбасса, Южной Украины.
В октябре 1943 года в ходе боев за Днепр артиллеристы дивизиона капитана Горохова действовали на Дзержинском направлении, поддерживали пехоту, занявшую плацдарм. Бои были упорные, кровопролитные. Несмотря на полученное легкое ранение, остался в строю. За мужество и отвагу, проявленные в боях за плацдарм, был награждён орденом Красного Знамени.
В ноябре 1943 года, под Кривым Рогом, был снова ранен. На этот раз серьёзно. Несколько месяцев провел в госпитале и вернулся в свой дивизион, когда бои шли на территории Молдавии.
В конце марта 1944 года Войска 2-го Украинского фронта с ходу форсировали Прут. Дивизион капитана Горохова прикрывал огнём своих орудий переправу войск. Утром 1 апреля 1944 года немцы на бронетранспортерах под прикрытием 10 танков «тигр» прорвались в тыл дивизии и вышли к огневым позициям артдивизиона Горохова у села Пырлица. Капитан Горохов организовал круговую оборону и смело вступил в единоборство с фашистами. В результате грамотных действий противнику был нанесен серьёзный урон и сорвано его дальнейшее продвижение на данном участке.
В сентябре 1944 года дивизию перебросили в Польшу, в состав 1-го Украинского фронта. В январе 1945 года при форсировании Одера и захвате плацдарма близ города Бреслау артиллеристы капитана Горохова вновь прославили себя. В бою на плацдарме его дивизион за сутки отбил 11 контратак фашистов. Артиллеристы подбили и сожгли много танков, уничтожили до 1500 немцев. За это сражение четырём артиллеристам из дивизиона было присвоено звание Героя Советского Союза. А всего к концу войны в дивизионе вместе с командиром было семь Героев Советского Союза. День победы отважный офицер встретил в Чехословакии.

### Звание Героя
К высшей награде Г. И. Горохов был представлен в апреле 1944 года. В представлении, подписанном командиром артиллерии 31-й стрелковой дивизии майором Фофановым отмечалось: «Капитан Г. И. Горохов умело организовал бой, удержал тактически важный рубеж, что обеспечило дальнейший успех нашим стрелковым подразделениям».
Указом Президиума Верховного Совета СССР от 13 сентября 1944 года за образцовое выполнение заданий командования и проявленные мужество и героизм в боях с немецко-фашистскими захватчиками капитану Г. И. Горохову присвоено звание Героя Советского Союза с вручением ордена Ленина и медали «Золотая Звезда № 4686».

### Послевоенные годы
После войны продолжил службу в армии на Дальнем Востоке в штабе артиллерии Приморского ВО, а затем в Генеральном штабе. В 1951 году окончил Артиллерийскую академию, в 1956 году — Военно-дипломатическую академию. Выполнял государственные задания в заграничных командировках.
В 1976 году вышел в запас в звании полковника.
Умер 25 декабря 2006 года. Похоронен на Троекуровском кладбище (участок № 7) в г. Москве.

## Награды
- Орден Ленина (1944).
- Орден Отечественной войны I степени (1985).
- Орден Отечественной войны II степени (1944).
- Орден Красного Знамени (1943).
- Медаль «За боевые заслуги».
- Медаль «За оборону Кавказа» (1944).
- Медаль «За победу над Германией в Великой Отечественной войне 1941-1945 гг.» (1945).

## Память
В городе Кострома, на здании школы № 26, ул. Горького, дом 7, в которой учился Герой, установлена мемориальная доска.
В городе Москва, на доме где проживал Герой, по ул. Куусинена 6/13, установлена мемориальная доска.
В городе Пошехонье, на Аллее боевой славы, установлена стела.
Горохову Г. И. присвоено звание Почетного гражданина Пошехонского муниципального района.

## Документы
- Общедоступный электронный банк документов «Подвиг Народа в Великой Отечественной войне 1941—1945 гг.» Архивировано 13 марта 2012 года. № в базе данных 150007833. Архивировано 8 января 2013 года., 19771059. Архивировано 8 января 2013 года., 43748224. Архивировано 8 января 2013 года., 1511526955. Архивировано 8 января 2013 года.